# Paul Beck (Architekt)
Paul Rudolf Beck (* 10. Februar 1887 in Stuttgart; † 23. April 1964 ebenda) war ein deutscher Architekt.

## Leben
Paul Beck studierte an der Baugewerkschule Stuttgart und legte 1911 die württembergische Baumeisterprüfung ab. Er schloss das weitere Studium an der Technischen Hochschule Stuttgart 1918 mit dem akademischen Grad Diplom-Ingenieur ab, bestand 1920 das große Staatsexamen und wurde anschließend zum Regierungsbaumeister (Assessor in der öffentlichen Bauverwaltung) ernannt. Von 1919 bis 1945 lehrte er an der Württembergischen Höheren Bauschule Stuttgart (Stuttgarter Staatsbauschule).

## Bauten
- 1912: Villa in Stuttgart, Hauptmannsreute 13 (zusammen mit Fritz Hornberger und Friedrich Mössner)
- 1921: städtische Kleinwohnungen in Stuttgart-Wangen (zusammen mit Albert Eitel)[1]